# Gayle Dull
Gayle Albert Dull (né le 4 mai 1883 en Ohio et décédé le 16 octobre 1918 à Franklin en Pennsylvanie) est un athlète américain spécialiste du demi-fond. Affilié au Pittsburgh Athletic Association, il mesurait 1,72 m pour 69 kg.

## Biographie
Il meurt des suites de complications post-opératoires après une appendicectomie.

### Palmarès
| Date | Compétition           | Lieu    | Résultat | Épreuve             | Performance |
| ---- | --------------------- | ------- | -------- | ------------------- | ----------- |
| 1908 | Jeux olympiques d'été | Londres | 2e       | 3 miles par équipes | 19 points   |

### Records
| Épreuve      | Performance   | Lieu | Date |
| ------------ | ------------- | ---- | ---- |
| 5 kilomètres | 15 min 27 s 0 |      | 1908 |